# Adriana Dunavska
Adriana Vladimirova Dunavska (in bulgaro Адриана Владимирова Дунавска?; Sofia, 4 aprile 1972) è un'ex ginnasta bulgara medaglia d'argento nel concorso individuale alle Olimpiadi di Seul 1988.

## Biografia
Dunavska fece il suo debutto internazionale nel corso degli Europei di Firenze 1986, terminando al quarto posto nel concorso individuale e laureandosi campionessa nella palla a pari merito con le sovietiche Tatiana Drutchinina e Galina Beloglazova. L'anno seguente prese parte ai Mondiali di Varna giungendo seconda nel concorso individuale e guadagnando l'oro alla fune.
Sì presentò alle Olimpiadi di Seul 1988 fresca del titolo europeo vinto poco prima a Helsinki, dovendo affrontare la concorrenza delle ginnaste sovietiche e della connazionale Bianka Panova. Alla fine ebbe la meglio l'impeccabile Maryna Lobač (60.000) relegando Adriana Dunavska al secondo posto (59.590 punti), mentre Oleksandra Timošenko (59.875) dovette accontentarsi della medaglia di bronzo davanti a Bianka Panova.
Concluse la sua carriera sportiva dopo i Mondiali di Sarajevo 1989, dove contribuì alla medaglia d'oro vinta dalla Bulgaria nella gara a squadre, fu terza nel concorso individuale e due volte medaglia d'argento nella palla e nel nastro.

## Palmarès
- Giochi olimpici

Seul 1988: argento nel concorso individuale.
- Campionati mondiali di ginnastica ritmica

Varna 1987: oro nella fune, argento nell'all-around.
Sarajevo 1989: oro nella gara a squadre, argento palla e nel nastro, bronzo nell'all-around.
- Campionati europei di ginnastica ritmica

Firenze 1986: oro nella palla.
Helsinki 1988: oro nell'all-around, nel nastro, nelle clavette e nel cerchio.